# Toy Soldiers (chanson)
Pour les articles homonymes, voir Toy Soldier.
Singles de Martika
More Than You Know
(1988) I Feel the Earth Move
(1989)
Clip vidéo
[vidéo] « Toy Soldiers », sur YouTube
Toy Soldiers est une chanson de la chanteuse américaine Martika extraite de son premier album, Martika, sorti en 1988 sur le label Columbia Records.
Aux États-Unis, Toy Soldier est le deuxième single de cet album. Sorti au début de l'année 1989, il débute à la 70e place du Billboard Hot 100 la semaine du 20 mai puis atteint la 1re place en juillet 1989 (pour deux semaines, celles du 22 et du 29 juillet),.
Le refrain de cette chanson a été samplé par Eminem sur la piste Like Toy Soldiers de son cinquième album studio, Encore, sorti en 2004.